# 매직 어드벤처 (영화)
매직 어드벤처(Winx Club 3D: Magical Adventure)는 이탈리아에서 제작된 이기니오 스트라피 감독의 2010년 애니메이션 영화이다. 페를라 리베라토리 등이 주연으로 출연하였다.

## 출연

### 주연
- 페를라 리베라토리
- 몰리 C. 퀸
- 젬마 도나티